# Interpharma
Interpharma ist der Interessenverband der forschenden Pharmaunternehmen der Schweiz. Der Verband vertritt 23 Pharmaunternehmen: die Mitgliedsfirmen Johnson & Johnson, Novartis, Roche, Abbvie, Amgen, AstraZeneca, Bayer, Biogen, Boehringer Ingelheim, Bristol-Myers Squibb, Vifor Pharma, Gilead, GSK, Lilly, Lundbeck, Merck, Moderna, MSD, Novo Nordisk, Pfizer, Sanofi, Takeda, UCB. Die verbandschaftliche Arbeit besteht darin, gesundheitspolitische Entscheidungen mitzugestalten.

## Geschichte
Interpharma wurde 1933 als «Verband schweizerischer chemisch-pharmazeutischer Fabriken» in Basel gegründet. Als Gründungsfirmen werden die Chemische Fabrik vormals Sandoz, die Gesellschaft für Chemische Industrie in Basel (Ciba), die F. Hoffmann-La Roche & Co. A.-G. Basel und die Dr. A. Wander A.-G. Bern aufgeführt.:96 Die J. R. Geigy AG, die sich 1933 noch nicht im Pharmageschäft angesiedelt hatte, trat 1942 der Interpharma bei. Der Name Interpharma war in den Anfangsjahren lediglich intern geführt, wurde aber nach dem Zweiten Weltkrieg zur festen Namensbezeichnung.
Bereits in den ersten Jahren konnte sich Interpharma als Plattform der Pharmaindustrie für politische und berufsständische Probleme in der Schweiz und im Ausland profilieren. Dabei stand die Interessenvertretung gegenüber den Behörden und Marktpartnern im Vordergrund: Heilmittelkontrolle, Patent- und Markenschutz, Preisdiskussionen, Forschungsbedingungen und Sicherheitsfragen dominierten die Verbandsagenda.:S. 108
Die Nachkriegszeit war noch durch die Gründungsmitglieder dominiert. Jedoch sorgte die Öffnung der Schweiz in den Jahren nach 1945 von dem Willen zur Internationalisierung. Vermehrt beteiligte sich Interpharma an wissenschaftlichen Kongressen in der Schweiz.:129 In den 1960er Jahren unterlief der Verband einer inneren Reformierung, welche sich in der Verabschiedung neuer Statuten 1965 niederschlug. Diese legten eine inhaltliche Neuausrichtung fest: «Grundsätze der beruflichen Ethik wahren und fördern, Qualitätsstandards hochhalten, Beziehung an den mit der chemisch-pharmazeutischen Industrie interessierten Kreisen und Lobbytätigkeit».Finanziert wurden die Tätigkeiten nicht aus einem einheitlichen Budget, sondern lagen anteilsmässig bei den Mitgliedern.:S. 143 Die Zeit der 1980er Jahre sind der Startschuss für ein aktiv wahrgenommenes Campaigning. Indem Interpharma sich stärker an den politischen Initiativen der Schweiz beteiligt, wird gleichzeitig auch ein Wandel vollzogen.:S. 147
1997 gründet Interpharma mit dem Institut gfs.bern den «Gesundheitsmonitor», eine jährliche Erhebung über die Wahrnehmung der Schweizer zu gesundheitspolitischen Fragestellungen. Im gleichen Jahr beginnt auch die Mitgliederausweitung. Mit Serono SA (heute Merck Serono) wird erstmals seit 1942 wieder ein Mitglied aufgenommen. Im Dezember 2022 betrug die Anzahl der Mitglieder 23.
Seit 2019 realisiert der Verband die Projektträgerschaft SanteneXt zusammen mit SWICA. Die Multistakeholder-Kooperation fördert nachhaltige Gesundheitsprojekte.

## Politische und wirtschaftliche Bedeutung
Interpharma vertritt die forschenden Pharmafirmen der Schweiz auf politischer Ebene und setzt sich für gute Bedingungen in Forschung und Wissenschaft ein. Insgesamt hat die schweizerische Pharmaindustrie fast 10 % Anteil am Schweizer Bruttoinlandsprodukts und zählt rund 47'000 Beschäftigte. Die Wertschöpfung der Schweizer Pharmaindustrie wird mit 36 Mrd. Franken beziffert und kann zudem weitere 26 Mrd. zusätzlich durch ihre Aktivitäten in anderen Branchen generieren. Mit Exporten im Wert von 109 Mrd. Franken und einem Anteil von rund 42 % an den Gesamtexporten ist die Pharmaindustrie die wichtigste Exportbranche der Schweiz. Nach Presseberichten ist Interpharma direkt oder indirekt in fast alle Entscheidungen zur Gesundheitspolitik in der Schweiz eingebunden. Der Einfluss der Lobby auf die Politik ist aufgrund der Grösse der pharmazeutischen Industrie in der Schweiz erheblich.

## Struktur
Der Vorstand setzt sich aus je einem Vertreter der Geschäftsleitung der Mitgliedfirmen sowie je einem beisitzenden Vertreter zusammen. Der Präsident wird für eine Amtszeit von vier Jahren gewählt. Die drei Gremien, Executive Committee, Intellectual Property Expert Group und Innovation Hub Committee erarbeiten die Ausrichtung und Umsetzung in den einzelnen Politikfeldern. Neben diesen drei Gremien gibt es zusätzliche Arbeitsgruppen, welche sich um spezifische Aufgaben in den folgenden sechs Politikfeldern kümmern: Patientenzugang, Marktzulassung, Gesundheitspolitik, Geistiges Eigentum, Forschungs- und Innovationsstandort Schweiz und Pharma- und Produktionsstandort Schweiz.

## Verbandsarbeit
Als Interessenvertretung der forschenden Pharmaunternehmen in der Schweiz setzt sich Interpharma nach eigenen Angaben für innovationsfreundliche Rahmenbedingungen im In- und Ausland ein, die pharmazeutische Forschung, Entwicklung und Produktion fördern. Ziel dieser Bemühungen ist es, die Rentabilität der beteiligten und assoziierten Mitglieder zu verbessern. Mit der Verabschiedung der Agenda „Pharmastandort Schweiz 2030“ richtet sich der Verband Ende 2019 neu aus. Die folgende Tabelle gibt einen Überblick über wichtige thematische Schwerpunkte der Arbeit von Interpharma:
| Jahr | Thema                                                                 | Standpunkt |
| ---- | --------------------------------------------------------------------- | --- |
| 2003 | Gentechnik                                                            | Interpharma befürwortet Gentechnik. |
| 2007 | Parallelimporte                                                       | Interpharma argumentiert gegen Parallelimporte von Pharmazeutika |
| 2007 | Verstärkung des Patentschutzes, schnellere Zulassung von Medikamenten | In einer von Interpharma in Auftrag gegebenen Studie, die durch Plaut Economics in Zusammenarbeit mit BAK Basel Economics durchgeführt wurde, zeigt sich, dass die Innovationskraft steigt, wenn die Rentabilität steigt, was durch starken Patentschutz, schnelle Markteinführung, wirksamen Versicherungsschutz und eine hohe Preisdifferenzierung erreicht werden kann. |
| 2008 | Schnellere Medikamentezulassung                                       | Für eine Beschleunigung der Medikamentezulassungen in der Schweiz. Bis 2010 müsse die Swissmedic die Zulassungen so schnell wie die EU oder die USA durchführen. |
| 2009 | Preisvergleiche                                                       | Trotz des 2007 gezeigten Widerstands der Interpharma werden durch die Schweizer Krankenversicherer Preisvergleiche der Schweiz mit sechs europäischen Ländern (Deutschland, Dänemark, Niederlande, Vereinigtes Königreich, Frankreich, Österreich) durchgeführt, wobei Interpharma an der Beurteilung teilnimmt. Schon 2011 wird diese Massnahme erneut in Frage gestellt. |
| 2010 | Parallelimporte                                                       | Interpharma ist weiterhin gegen Parallelimporte. |
| 2010 | Tierversuche                                                          | Interpharma befürwortet Tierversuche in der Pharmaforschung, wobei Interpharma die Tierschutzcharta der Pharmaindustrie als Fortschritt für die Versuchstiere propagiert |
| 2010 | Professur (Basel)                                                     | Seit 2010 finanziert Interpharma an der Universität Basel einen Lehrstuhl für Gesundheitsökonomie. |
| 2011 | Preisvergleiche bei Arzneimittelpreisen                               | Nach der Einführung der Preisvergleiche 2009 ändert Interpharma seinen Kurs „weil die Wechselkurslage besonders ungünstig ist“. |
| 2012 | Privat gesponserte Professuren gegen Preisfestsetzungen               | Interpharma unterstützt weiterhin den Lehrstuhl für Gesundheitsökonomie in Basel und befürwortet private Unterstützung der Universitäten. Daneben droht Interpharma mit Klagen gegen Preisfestsetzungen durch den Bundesrat Alain Berset. |

## Publikationen
Gesundheitsmonitor: Die seit 1997 jährlich erscheinende Publikation evaluiert die aktuellsten Gesundheitsherausforderungen der Schweizer Stimmberechtigten zum Gesundheitssystem. Der Gesundheitsmonitor basiert auf einer Jahresbefragung von jeweils mindestens 1200 repräsentativ ausgewählten Stimmbürgern und steht unter wechselnden Themenschwerpunkten.